# صوفيا ويذرسبون
صوفيا ويذرسبون (بالإنجليزية: Sophia Witherspoon) مواليد 6 يوليو 1969 في فورت بيرس، هي لاعبة كرة سلة أمريكية سابقة. بدأت مسيرتها الاحترافية في سنة 1997. تم اختيارها من قبل فريق نيويورك ليبرتي خلال الدرافت. وحملت الرقم 13. يبلغ طولها 5 قدم 10 بوصة (1.8 م). لعبت كرة السلة الجامعية في جامعة فلوريدا. اعتزلت اللعب في 2009. لعبت مع نيويورك ليبرتي ولوس أنجلوس سباركس.

## روابط خارجية
- صوفيا ويذرسبون على موقع الاتحاد الوطني لكرة السلة النسائية (الإنجليزية)
- صوفيا ويذرسبون على موقع كلية كرة السلة في سبورتس رفرنس.كوم (الإنجليزية)
- صوفيا ويذرسبون على موقع بروبوليرز (الإنجليزية)
- صوفيا ويذرسبون على موقع سبورتس رفرنس (الإنجليزية)